# Ароматерапија
Ароматерапија (грч. aroma - miris, therapia - lečenje,  дословно лечење мирисом) је употреба ароматских компоненти биљака, најчешће ароматских уља, за инхалацију, прављење посебних купки за релаксацију, или утрљавањем у кожу, како би се побољшао третман.
Ароматерапија је део алтернативне медицине али и траварства, па је  неки препознају и као псеудонауку или грану фитотерапије која проучава правилну употребу лековитог биља, и њихових активних компоненти  биљака које утичу и на нервни систем као и на бактерицидно и бактериостатско деловање бактерија.
Како је ароматерапија део традиционалне медицине не треба увек сумњати у искуство низа генерација, које је концентрисано на знање неких ароматерапеута (укључујући и оне који користе биљне производе у терапији)  јер је оно понекад веома драгоцено. Међутим спорно је што је приступ ароматераписта лечењу такав да им пацијент, ради сопствене безбедности, никада не смеју у потпуности препустити и тиме губи контакт са лекаром.
Због великог броја самозвани ароматераписта и оних који сакупљају и прерађују биље, намеће се чињеница да правилна употреба ароматерапије захтева додатна истраживања и едукацију јер представља једну од занимљивих спона физиотерапије (масаже) и социјалног рада.

## Основне информације
Ароматерапија се заснива на холистичком приступу, по коме организам у физиолошком, психолошком и социјалном смислу може да функционише само као целина, и да пре почетка третмана треба идентификовати праве узроке здравствених проблема и тек на основу њих извршити правилан избор комбинације лековитих етеричних уља, која се по структури разликује од осталих биљних производа. Етерична уља (пре свега есенцијална) због специфичног процеса дестилације поседују боље фитомолекуле (монотерпене и сесквитерпене и остале испарљиве органска компоненте као што су естри, ароматичне компоненте, нетерпенски угљоводоници, итд).
Савремена ароматерапија подељена је у четири категорије: медицинска ароматерапија, популарна и езотерични ароматерапија, холистичка ароматерапија и научно истраживање мириса. У свакодневној употреби је холистички приступ лечењу, што значи да аромотерапија не третира само симптоме него и општег физичког стања - душу и тело у целини.
Данас, о ароматерапији постоје бројни супротстављени ставовови па се она се са једне стране сматра најбољом комплементарном методом лечења, а са друге (научне) псеудонауком и најгором од лажних научних превара.

## Историја
У историји медицине, најмање двадест пет векова уназад налазимо трагове примене ароматичних уља у биљној медицине, која ће касније бити основа за израду фармакопеје древних цивилизација.
Трагове метода дестилације или екстракције, срећемо у древним цивилизацијама Кини, Индији, Египти, који датирају и од пре неколико хиљада година, уназад и у којима је доказана употреба ароматераипје у сврху лечења. У списима Грчког лекара Диоскоридеса налазе се подаци о употреби ароматичних екстраката, као дезинфицијенса у епидемија заразних болести. Римљани су такође користили за лечење неке облик уља и масти у лечењу неких физичких и менталних болести од давнина. Они су наиме открили да након паљења гране и лишће одређених биљака код човека могу изазвати поспаност, или изменити неке чулне спознаје.
Захваљујући персијском лекару и алхемичару Jabir Ibn Hayyan који је у 10. веку, открио методу екстракције етеричних уља, временом је (након даљих вишевековних усавршавања ове методе), почело да се у свету све масовније примењује изоловање и класификација активне састојке мирисних молекула, што је омогућили њихову даљу и специфичну употребу у ароматерапији.

### Модерна ароматерапија
Модерна ароматерапија почиње од рада француског хемичара Ренеа Мориса Гатефоса. Он је 1920. године открио лековита својства лавандиног уља, што га је подстакло на даља истраживање о антисептичним својствима етерилних уља. Наиме, он је опечену руку уронио у посуду са лавандиним уљем. Након што се брзо и успешно опоравио - сазнања о ароматерапији Гатефоса је 1937. године објавио у првобјављеној савременој књизи из ове области.
У Француској су се овим обликом лечења почели бавити фармацеути и лекари, 1978. Пол Балаише који је објавио студију о клиничкој употреби етеричних уља у лечењу инфекција и дегенеративних болести. Тако је зачета медицинска примена етеричних уља у лечењу одређене болести.
Француски хемичар Хенри Виауд је 1980-их година објавио је прве критеријуме о чистоћи и квалитету које етерична уља морају задовољавати да би била незбедна за употребу у медицинске сврхе.
У Енглеској су се применом етеричних уља више бавили помоћни медицински кадрови - медицинске сестре и неговатељице, па је тако настала аромамасажа али и други начини примене етеричних уља у сврху лечења..
Званична медицина у Србији признаје ароматерапију као методу рехабилитације (за унапређење здравља) у оквиру традиционалне, алтернативне или комплементарне медицине, која примарно не лечи, али у одређеним стањима може да помаже у спречавању настанка болести или код реконвалесцената убрза и олакша опоравак од болести.
- Неки од савремених препарта који се користе у ароматерапији

## Начин примене
Локално
Локално се ароматична уља примењују за масажу, купке, облоге, негу коже. Током масажа већина етеричних уља не сме се наносити директно на кожу већ се пре тога морају отопити у неком биљном уљу које се у ароматерапији назива и базним уљем. При томе терапеут мора да пази на концентрацију такве мешавине која несме прелазити 5% за масажу целог тела, а у случајевима осетљиве коже или при масажи трудница и мале деце 1% (активне супастанце.
Удисањем преко плућа
Удисање може бити директно (парна инхалација) или индиректно (преко испаривача).
Пероралним уносом
Ректални и вагинални унос
На овој начин унета етерична уља примењују се против инфекција бактеријама, гљивицама, паразитима, итд.

## Супстанце које се користе у ароматерапији
Основне супстанце које се данас користе у ароматерапији могу бити:
Етерична уља
Етерична уља добијају се дестилацијом (нпр еукалиптусово уља), гњечењем (нпр грејфрутово уље), или комбинованом екстракцијом етеричних уља са различитим растварачима.
Абсолути
То су етерична уља, добијена пре свега из цветова или осетљивих биљних ткива екстракцијом из раствора или суперкритичних течности (нпр абсолут руже руже).
Фитонициди
Разне органске испарљиве материје, делује бактерицидно, али у пракси се не користе често због непријатног мириса (нпр. Гарлиц).
Биљни дестилати или хидросоли
Воденом дестилацијом производа кувањем добијају се одређене супастанце, које се у медицинске сврхе примењују на кожи.
Инфузи
Инфузи су водени екстракти разних биљних дрога (нпр инфуз камилице).
Базна уља
Базна уља су типична, биљна уља, која служе за разређење етеричних уља, и примењују се на кожи (нпр уљњ слатког бадема).

## Фармаколошки ефекти
Антибактеријско дејство
Тестови ин витро потврдили су антибактеријско дејство неких уља, као што су етерична уља од рузмарина, каранфилића, креча, цимета, и чајног дрвета нафте.
Антивирусно дејство
Етерична уља чајевца, лимуна, сандаловине, ђумбира, мајчине душице, нане и ожепа показала су се у ин витро тестовима ефикасна против херпес вируса.
Антифунгално десјтво
Антифунгално десјтво етерична уља лаванде, мајчине душице, каранфилић, клеке и зља чајног дрвета, показала су антигљивичну активност у ин витро тестовима.
Антиинфламаторно десјтво
Током ин витро студија утврђено је антиинфламаторно дејство каранфилића, цимета, жалфије, еукалиптуса, црног кумина и ловоровог листа.
Анксиолитичко дејство
Када су поједина уља примењена на животињама откривено је њихово анксиолитичко дејство, нпр. лаванде, руже и ангелике.
Аналгетичко дејство
Против болова може се употребити етерично уље белог бора, клека, еукалиптуса, лаванде, рузмарина.
Антидепресионо десјтво
Наон уноса теричног уља бергама, грејпа, горке наранџе, жалфије, лаванде, мандарине, мајорана, могу настати антидепресивни учинци.
Регулација варења
Поједина уља су се показала као успешна против лошег варења: етарског уље, корен ангелике, бергамонт, босиљак, естрагон, камилица.
Ароматерапија првенствено од напред наведених активних принципа највише користи антисептичка, антивирусна, антигљивична и антибактеријска својства уља у контроли инфекција (нпр у Северној Америци). У Француској, нека етерична уља се (према актуелним прописима), прописују и од стране лекара.
Француски лекари пре употребе ароматерапије користе технику, која се зове ароматограм, на основу које се одлучују које ће етерично уље дати одређеном пацијенту. Метода заснована на ароматограму изводи се на следећи начин:
- Прво, лекар узима узорак инфицираног ткива или пацијентовог секрета из патолошке промене у организму, који ће се третира одређеном супстанцом.
- Затим узети узорак „засејава“ у више петријевих шољи са агаром. Свака шоља се инокулише са различитим есенцијалним уља, како би се одредило уље, које је најактивније против циљаног соја микроорганизма.
- Антисептичка активност сваког узорка се потом приказује у обрасцу раста и ретардације, и на основу ње спроводи ароматерпија.

## Принципи на којим се заснива дејство етеричних уља
Принципи деловање етеричних уља на људски организам још увек нису у потпуности разјашњени. Етерична уља биљака и других природних органских једињења дејство испољавају својом хемијском структуром која фармаколошки делује на ткива и органе, хормонски и нервни систем, на један од следећих начина:
На нивоу мириса — примена ароматерпије је заснована на активирању лимбичког система, или емоционалних центара у мозгу (путем рецептора у носу информација коју носи мирис директно одлази у мозак). Тако етерична уља својим мирисом делују на човеково расположење и емоције. Мада се сматра да постоји још и скривено Феромонско деловање (које је најочигледније код мушкатне жалфије).
На нивоу коже — ароматерапија се примењује у облику уља за масажу, односно 1-10% раствор етарског уља у масној подлози, активирањем завршетка рецептора и инактивацијом микроба и гљивице.
На ниво унутрашњих органа — примена ароматерпије је заснована на унутрашњој употреби етеричних уља (нарочито у фармаколошким лековима се не препоручује за кућну употребу, осим у разблаженом облику, у мастима, минералним уљима или водениом раствору (1-5%)) за стимулацију имунског система. Иако свако уље има неколико главних компоненти, највероватније се дејство заснива на синергија свих, чак и оних, најмање заступљених, компоненти уља. 
На то упућује чињеница да сличним супстанцама добијеним синтетским путем недостаје „енергија“ која постоји у биљакама из којих се уља добијају. 
Ароматерапеути сматрају да свако уље има своју специфичну „енергетску вибрацију“ којом може суптилно деловати на људско енергетско поље и на тај начин особу подржати у некој потреби, захтеву, задатку или исцељењу. 
Иако постоје већ устаљена веровања о томе на који начин свако уље енергетски делује, током ароматерапије од терапеута се тражи да постепено и добро развије сопствену осетљивост и интуицију у препознавању специфичности сваког од уља и утицај које има на људски организам.

## Приказ најчешће коришћених супстанци
Део биљака и температуре загревања на којој се користе њихова етераична уља у ароматерапији
| Назив          | Стручни назив          | Део биљке који се користи | Температура |
| -------------- | ---------------------- | ------------------------- | ----------- |
| Еукалиптус     | Eucalyptus globulus    | Лист                      | 130°C       |
| Хмељ           | Humulus lupulus        | Плод                      | 154°C       |
| Камилица       | Chamomilla recutita    | Цвет                      | 190°C       |
| Лаванда        | Lavandula angustifolia | Лист и цвет               | 130°C       |
| Мелиса         | Melissa officinalis    | Лист                      | 142°C       |
| Жалфија        | Salvia officinalis     | Лист                      | 190°C       |
| Мајчина душица | Thymus vulgaris        | Лист                      | 190°C       |
| Конопља        | Cannabis sativa        | Цвет                      | 180°C       |

## Супротстављени ставови
Без обзира какав став имамо о ароматерапији нема сумње да је она популарна у народу као и други облици алтернативне медицине. Према истраживању које је спровела Светска здравствена организација, 35% људи у Сједињеним Америчким Државама  користи барем један облик алтернативне медицине. У Немачкој, Холандији и Белгији тај проценат је 60%, а у Великој Британији чак 74%.
У многим земљама, етерична уља су укључена у националне фармакопеје. Међутим, до сада, ароматерапија као наука никада није призната као валидна гране медицине у Сједињеним Америчким Државама, Русији, Немачкој или Јапану. Зато што о ароматерапији постоје бројни супротстављени ставовови па се она се са једне стране сматра најбољом комплементарном методом лечења, а са друге (научне) најгором од лажних научних преваре.
Ароматерапија је по њеним присталицама метода лечење или превенција болести кроз употребу етеричних уља, и објашњавају наводећи у литератури два основна механизма на којима се она заснива:
- Први механизам је утицај мириса етеричних уља на мозак, посебно на његов центар за мирис у лимбичком систем.
- Други механизама је директни фармаколошки ефекти етеричног уља на организам. Као главни фармакокиметички ефекат етеричних уља у организму, наводи се опште јачање органе и њихових функција, а пре свега јачање одбрамбених (имунских) механизама. Ароматерапија не лечи директно већ помаже телу; да боље ради свој посао и на тај начин поправи нарушено стање у ослабњеном организму. То њихово деловање је заправо исказано кроз побољшање физичких својстава организма, која потом враћају ошту виталност појединца.[33]

Иако, аромтерапеути тврде да је прецизно познат синергизам између тела и етеричних уља, ефикасност ароматерапије тек треба да се докаже или оповргне кроз, на научним доказима заснованим студијама спроведеним на великом броју узорака. Иако су неке прелиминарни студије показале позитивне резултате, то није довољно да медицинска наука у целом свету прихбвати ове доказе.
У западном свету, пре свега у енглеском говорном подручју, ароматерапеути теже да нагласе да је употребу ароматичних уља најефикаснија у масажи. Дотел у Европи, нарочито у Француској (одакле је и потекла, ароматерапија) она је у појединим здравствима укључен у састав опште медицине.
Истраживач Варо Еуген Тајлер описао је употребу биљака у терапији као „траварство засновано на псеудонауци" које користи научну терминологију, али којем недостаје научна потврда безбедности и ефикасности. Тајлер набраја десет заблуда које разликују ароматерапију као грану фитотерапију од научног приступа, од тврдње да постоји завера да се сузбије безбедно и ефикасно биље, преко тврдње да биље не може изазвати штету, да су целе биљке ефикасније од молекула изолованих из њих, да су биљке супериорније од лекова, доктрину потписа (веровање да облик биљке дефинише њену функцију), да је мања доза ефикаснија, да је битан астролошки утицај планета, да је тестирање на животињама неадекватно за ефекте на људима, да су анегдотски докази довољни да докажу да је биљка делотворна и да је биљке направио Бог како би лечиле болести. Ниједна од ових тврдњи нема научну основу.
Све ово не значи да су ароматерапија и фитотерапија непожељна и да их треба избегавати. Напротив, савремена медицина доста дугује традиционалном траварству и фитотерапији баш зато што је од ње наследила неке врло ефикасне методе лечења биљкама. Једино што у овоме никако не треба заобићи је консултација са лекаром, јер због опасности од штетних ефеката није препоручљиво експериментисати са овом терапијом нити користити лековите биљке које потичу из несигурних извора, на шта указује овај цитат La Bruyere-а: лекари пуштају човека да умре, а шарлатани га убију.
Имајући у виду напред наведене чињенице Светска здравствена организација је 1996. године окупила групу од 100 медицинских експерата из разних крајева света који су дали препоруке и упозорења за коришћење великог броја лековитих биљака.